# Rhorus binotatus
Rhorus binotatus là một loài tò vò trong họ Ichneumonidae.